# Mathilde Santing
Mathilde Santing, artiestennaam van Mathilde Eleveld, (Amstelveen, 24 oktober 1958) is een Nederlands zangeres.

## Biografie
Santing werd geboren in Amstelveen. Haar vader was piloot bij de KLM en haar moeder lerares. Thuis luisterde het gezin steeds naar muziek. Voor de jonge Mathilde was een speciale muziekkamer en dansvloer gemaakt, waar ze naar de muziek van haar bandrecorder kon luisteren. Op haar vijfde ging ze op muziekles op de Amstelveense Muziekschool. Van haar elfde tot haar negentiende volgde ze zangles bij Elisabeth Ooms. Tijdens haar middelbareschooltijd speelde ze in verschillende bandjes van haar broers en trad ze op in cafés met een pianist. Eerst nog als Mathilde Eleveld, maar later als Mathilde Santing, naar haar moeders geboortenaam.

## Carrière

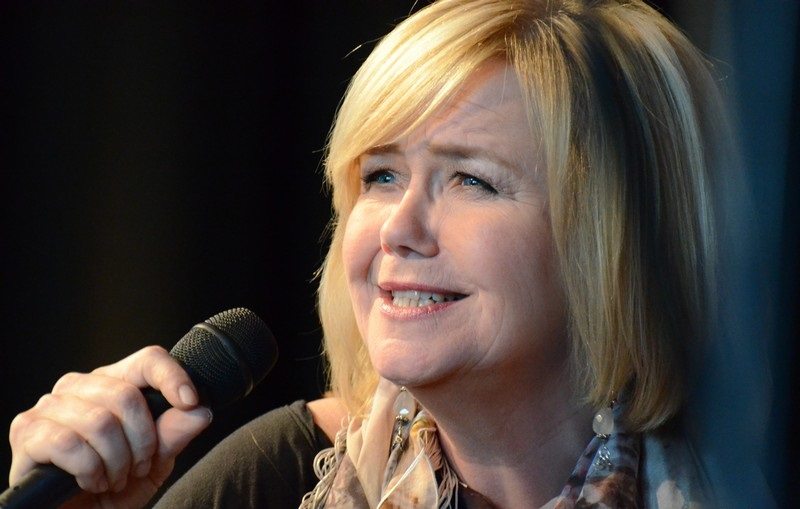
Mathilde Santing (2012)

Ze verwierf in 1981 landelijke bekendheid door haar optredens in het televisieprogramma Sonja op maandag van Sonja Barend. Haar debuut kwam het jaar daarna uit, de 10-inchplaat Mathilde Santing, met nummers van onder meer Rodgers & Hart, Haven Gillespie en Todd Rundgren.
In 1986 won ze de BV Popprijs op Noorderslag in Groningen. Zij was daarmee de eerste artiest die deze prijs won. In 1993 kwam het album Texas Girl & Pretty Boy uit, waarop Santing 14 nummers van Randy Newman vertolkte.
In 1997 speelde ze de rol van verbindingsofficier in de musical Joe. Het nummer Inspiratie uit deze musical werd ook op single uitgebracht.
Na een aantal jaren betrekkelijke stilte nam ze de cd Under your charms op, die in het voorjaar van 2006 verscheen.
In het theaterseizoen 2006-2007 speelde Santing de rol van Glinda in de musical The Wiz.
Op 27 april 2007 werd Santing benoemd tot Ridder in de Orde van Oranje-Nassau voor haar verdienste als zangeres en haar bijdrage aan vele goede doelen.
Een greep uit haar tournees van de afgelopen jaren: De Ne9en Levens (2003), Stay Inside the Light (2008) en Sinatra's Tonic (2010), waarin zij nummers van Frank Sinatra vertolkte. In november 2010 zong Mathilde Santing in drie concerten met Lori Lieberman, de Amerikaanse zangeres van Killing me Softly.
Van 25 november 2011 t/m 30 mei 2012 speelde Santing de jubileumtournee Given in diverse theaters door heel Nederland. Ze vierde daarmee haar 30-jarige carrière als zangeres.
In 2014 zong ze enkele reclameboodschappen in voor De Telegraaf, die bekendstaan als 'Tik Tok...'.
Op verzoek (en met hulp) van het jazztrio van Peter Beets, maakte Santing sinds 2014 een ommezwaai tot jazzzangeres. Door de mate van gelijkenis tussen haar stem en die van Rita Reys is Mathilde Santing geschikt om dat repertoire te zingen.
In 2016 was Santing te gast in Ali B op volle toeren en zong daar Wonderful life (Colin Vearncombe) en Ga maar vast slapen (van rapper Jebroer).
Op 21 december 2024 was Santing te gast in televisieprogramma Even tot hier.

## Privéleven
Santing had relaties met vrouwen en heeft sinds 2000 een relatie met een man. Zij is naar buiten getreden als DES-dochter, een gegeven waarmee zij haar biseksualiteit verklaart. Santing is een achternicht van politicus Jan Egberts Eleveld.

## Discografie

### Albums
| Album met eventuele hitnotering(en) in de Nederlandse Album Top 100 | Datum van verschijnen | Datum van binnenkomst | Hoogste positie | Aantal weken | Opmerkingen |
| ------------------------------------------------------------------- | --------------------- | --------------------- | --------------- | ------------ | --- |
| Mathilde Santing                                                    | 1982                  | 07-08-1982            | 17              | 11           | |
| Water under the bridge                                              | 1984                  | 14-04-1984            | 37              | 5            | met Dennis Duchart                                                                                                 |
| Out of this dream                                                   | 1987                  | 30-05-1987            | 22              | 9            | |
| Breast and brow                                                     | 1989                  | 04-03-1989            | 23              | 18           | met Mimi Kobayashi                                                                                                 |
| Carried away                                                        | 1991                  | 30-03-1991            | 27              | 9            | als Mathilde Santing Ensemble                                                                                      |
| The best of Mathilde Santing                                        | 1992                  | 25-04-1992            | 44              | 5            | verzamelalbum |
| Mathilde Santing sings Randy Newman (Texas Girl & Pretty Boy)       | 1993                  | 08-05-1993            | 32              | 17           | tribute to Randy Newman                                                                                            |
| Ballads                                                             | 1994                  | -                     |                 |              | verzamelalbum |
| Under a blue roof                                                   | 1994                  | -                     |                 |              | |
| Mathilde "Choosy" Santing live!                                     | 1996                  | 03-02-1996            | 58              | 12           | livealbum |
| Matilde, Matilde                                                    | 1997                  | 06-12-1997            | 21              | 17           | als Matilde Santing / verzamelalbum                                                                                |
| To others to one                                                    | 1999                  | 20-03-1999            | 4               | 34           | als Matilde Santing                                                                                                |
| New Amsterdam                                                       | 2001                  | 27-10-2001            | 91              | 1            | |
| Ne9en levens                                                        | 2003                  | 20-12-2003            | 69              | 8            | |
| Under your charms                                                   | 2006                  | 22-04-2006            | 13              | 14           | |
| Forty nine                                                          | 2008                  | 27-09-2008            | 25              | 11           | |
| Luck be a lady                                                      | 2011                  |                       |                 |              | |
| Given                                                               | 2011                  |                       |                 |              | |
| Half moons, whole truths & heartbreaks                              | 2013                  |                       |                 |              | livealbum van de tournee Recital, in samenwerking met o.a. Ward Veenstra                                           |
| Snelle Piet ging uit fietsen                                        | 2014                  |                       |                 |              | boekje met cd met illustraties van Geertje Aalders, oorspronkelijke Sinterklaasliedjes bewerkt door Koos Meinderts |
| Both sides now                                                      | 2016                  |                       |                 |              | Mathilde Santing zingt Joni Mitchell                                                                               |
| Blue Christmas                                                      | 2017                  |                       |                 |              | |
| Troublemaker                                                        | 2019                  |                       |                 |              | |

### Singles
| Single met eventuele hitnotering(en) in de Nederlandse Top 40 | Datum van verschijnen | Datum van binnenkomst | Hoogste positie | Aantal weken | Opmerkingen                                         |
| ------------------------------------------------------------- | --------------------- | --------------------- | --------------- | ------------ | --------------------------------------------------- |
| You took advantage of me                                      | 1982                  |                       |                 | -            |                                                     |
| Behind a Painted Smile                                        | 1982                  | 28-08-1982            | tip13           | -            |                                                     |
| Hand in hand                                                  | 1983                  |                       |                 | -            |                                                     |
| (I'm not mending) broken hearts                               | 1984                  |                       |                 | -            |                                                     |
| Too much                                                      | 1985                  |                       |                 | -            |                                                     |
| Love of the common man                                        | 1987                  |                       |                 | -            |                                                     |
| Beauty of the ritual                                          | 1989                  | 13-05-1989            | tip13           | -            |                                                     |
| It wouldn't have made any difference                          | 1989                  |                       |                 | -            |                                                     |
| We could send letters                                         | 1989                  |                       |                 | -            |                                                     |
| The word girl                                                 | 1991                  |                       |                 | -            |                                                     |
| Overnite                                                      | 1991                  |                       |                 | -            |                                                     |
| It's not unusual                                              | 1992                  |                       |                 | -            |                                                     |
| A hazy shade of winter                                        | 1992                  |                       |                 | -            |                                                     |
| Bad news from home                                            | 1993                  |                       |                 | -            |                                                     |
| Lonely at the top                                             | 1993                  |                       |                 | -            |                                                     |
| Only a motion                                                 | 1994                  |                       |                 | -            |                                                     |
| Hey Joan                                                      | 1994                  |                       |                 | -            |                                                     |
| Carried away                                                  | 1995                  |                       |                 | -            |                                                     |
| De appels op de tafelsprei                                    | 1995                  |                       |                 | -            |                                                     |
| Crescendo                                                     | 1996                  |                       |                 | -            |                                                     |
| Just one victory                                              | 1996                  |                       |                 | -            |                                                     |
| Beautiful people                                              | 1997                  | 18-10-1997            | 21              | 11           |                                                     |
| Inspiratie                                                    | 1997                  | 20-12-1997            | tip2            | -            |                                                     |
| I believe I can fly                                           | 1998                  |                       |                 | -            |                                                     |
| The right place                                               | 1999                  |                       |                 | -            |                                                     |
| Wonderful life                                                | 1999                  | 20-03-1999            | 6               | 13           | als Matilde Santing met The Oversoul 13             |
| Here, there and everywhere                                    | 2000                  |                       | -               |              |                                                     |
| In the meantime                                               | 2001                  |                       |                 | -            |                                                     |
| The first time ever I saw your face                           | 2002                  |                       |                 | -            |                                                     |
| Lied voor Beslan                                              | 2004                  | 30-10-2004            | 32              | 3            | als onderdeel van Artiesten voor Beslan             |
| Als je iets kan doen                                          | 2005                  | 15-01-2005            | 1(4wk)          | 9            | als onderdeel van Artiesten voor Azië / alarmschijf |

## Onderscheiding
Op 26 april 2017 werd Santing de Meer Jazz-prijs toegekend. Deze jaarlijkse prijs, die geldt als eerbetoon aan een jazzmusicus die zijn of haar sporen ruimschoots heeft verdiend, werd op 9 juni 2017 aan haar uitgereikt.

## Radiopresentator
Van 2011 tot en met 2016 was Santing presentator van het radioprogramma De puber en de professional op de lokale radiozender AmsterdamFM. In het programma besprak ze de aspecten van het muziekmaken met muziekdocenten en hun studenten. Het programma werd gepresenteerd vanuit de Centrale Bibliotheek van de OBA.

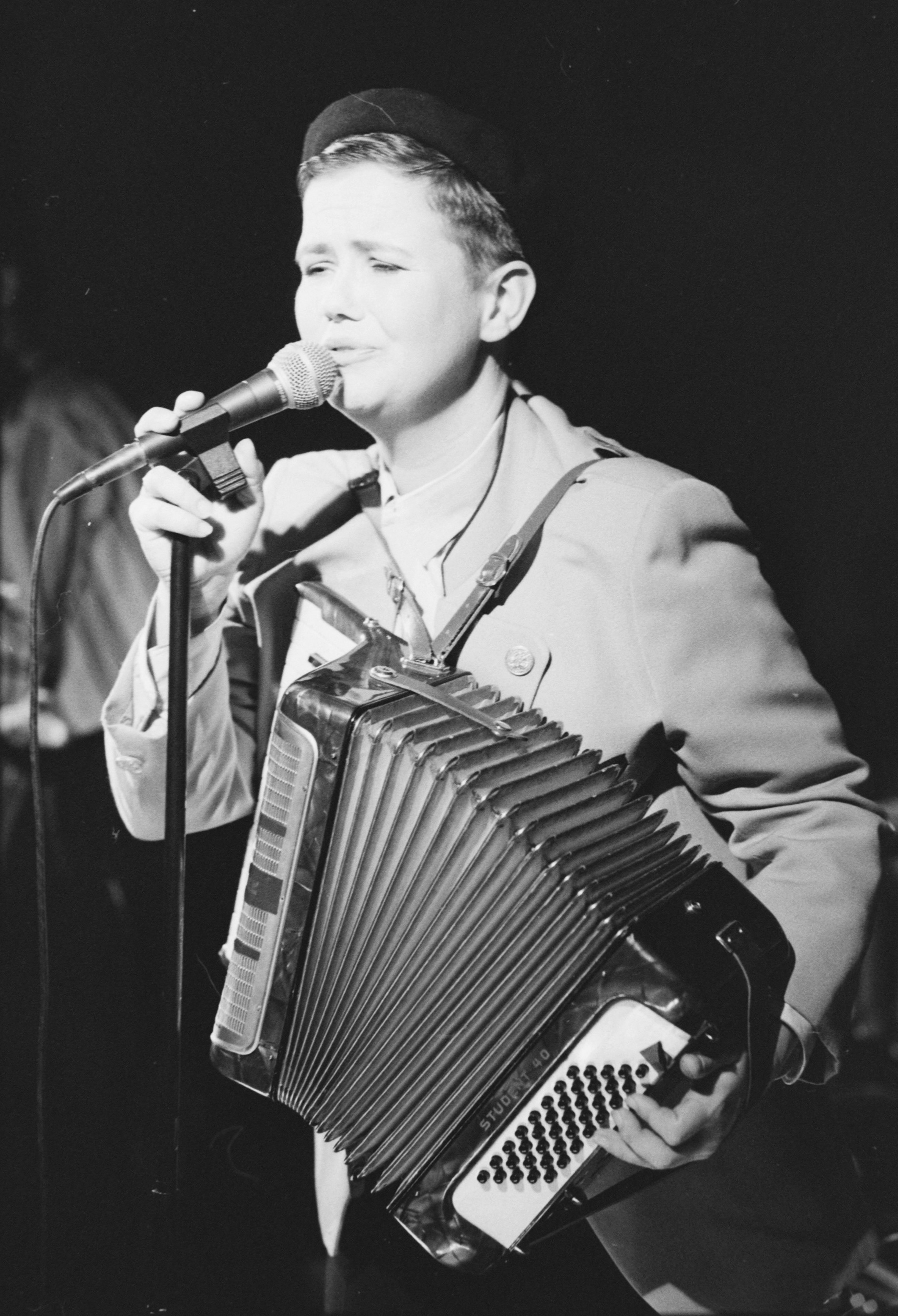
Santing (1988)
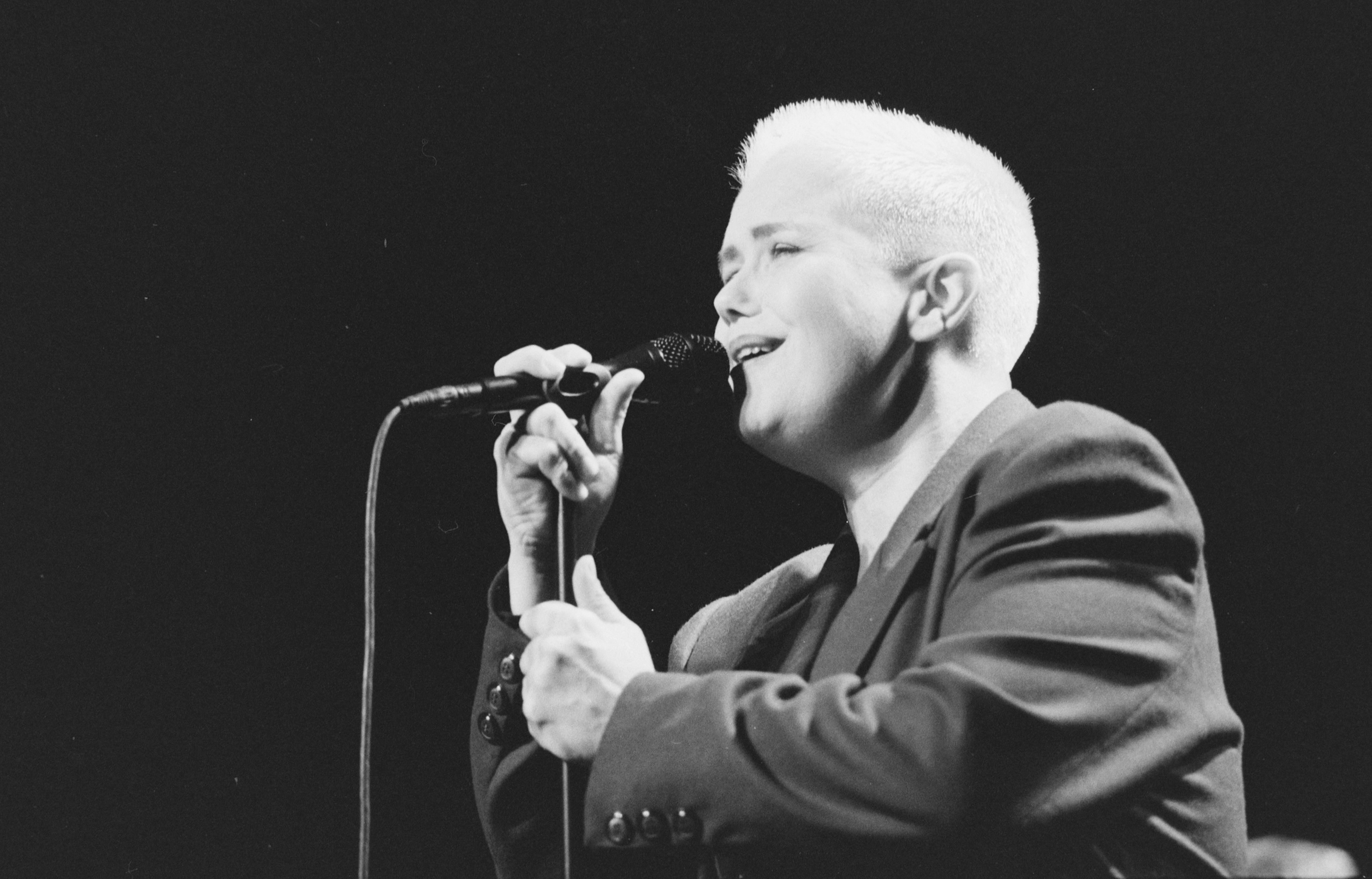
Santing (1991)
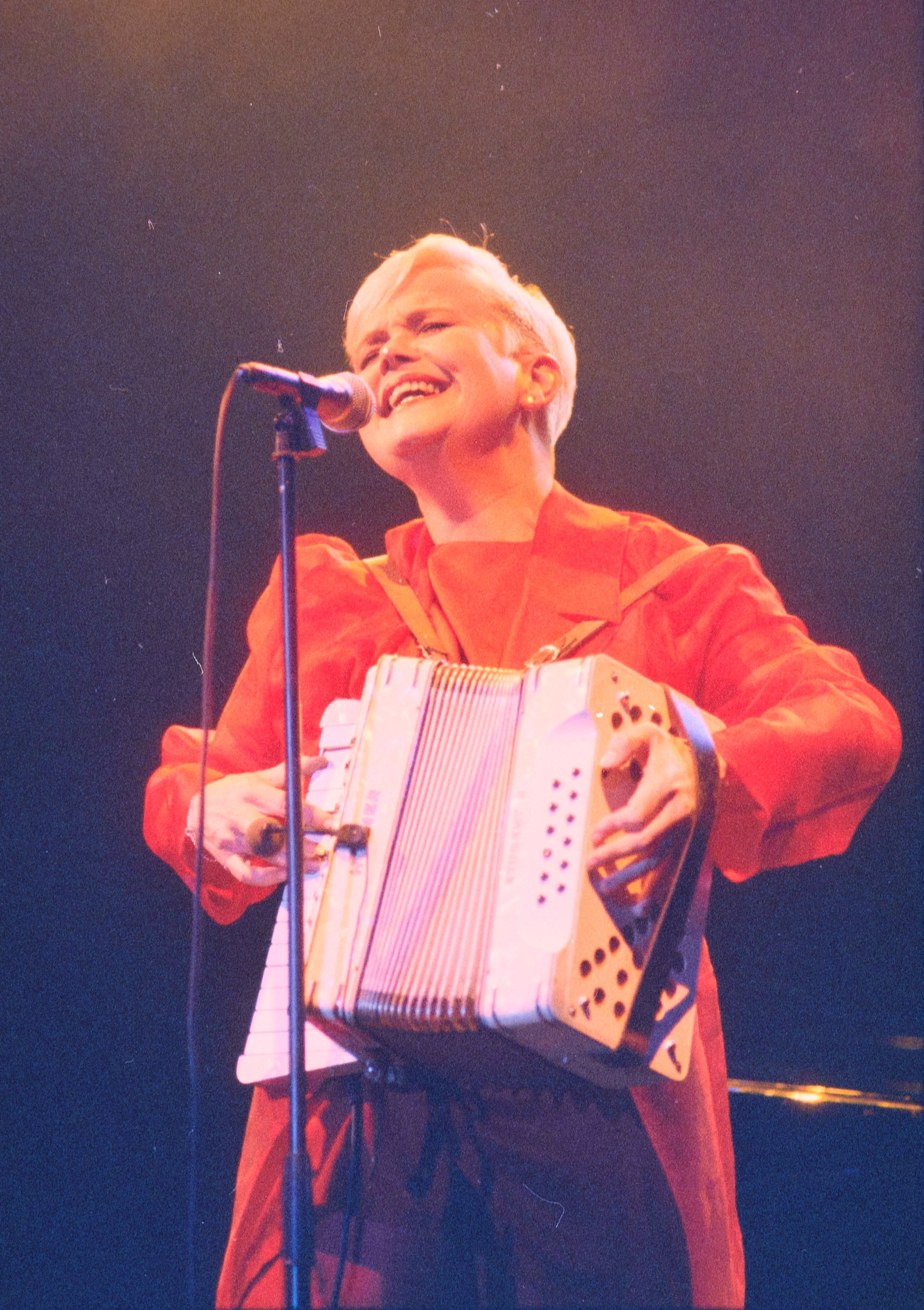
Santing (1995)
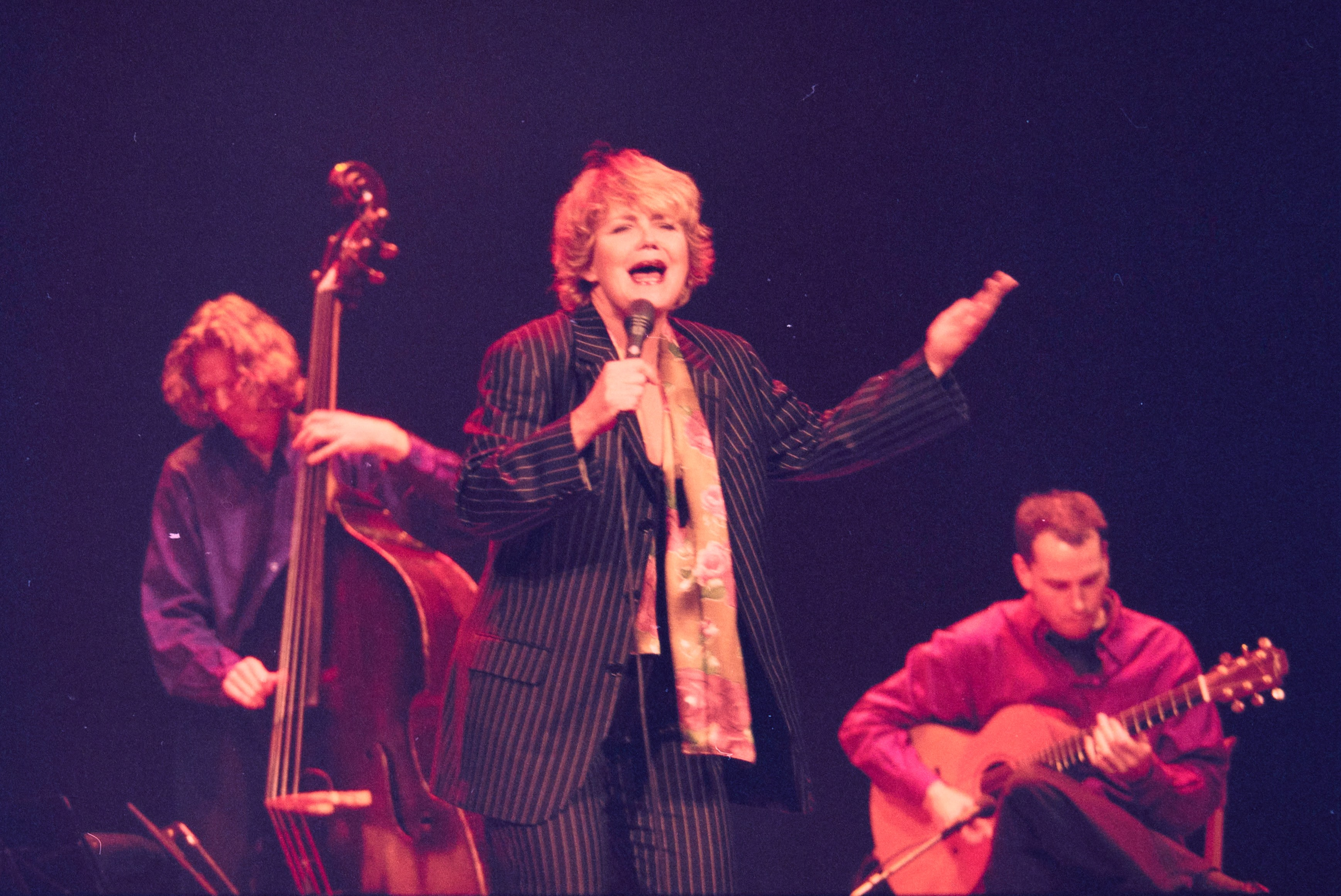
Santing (2000)
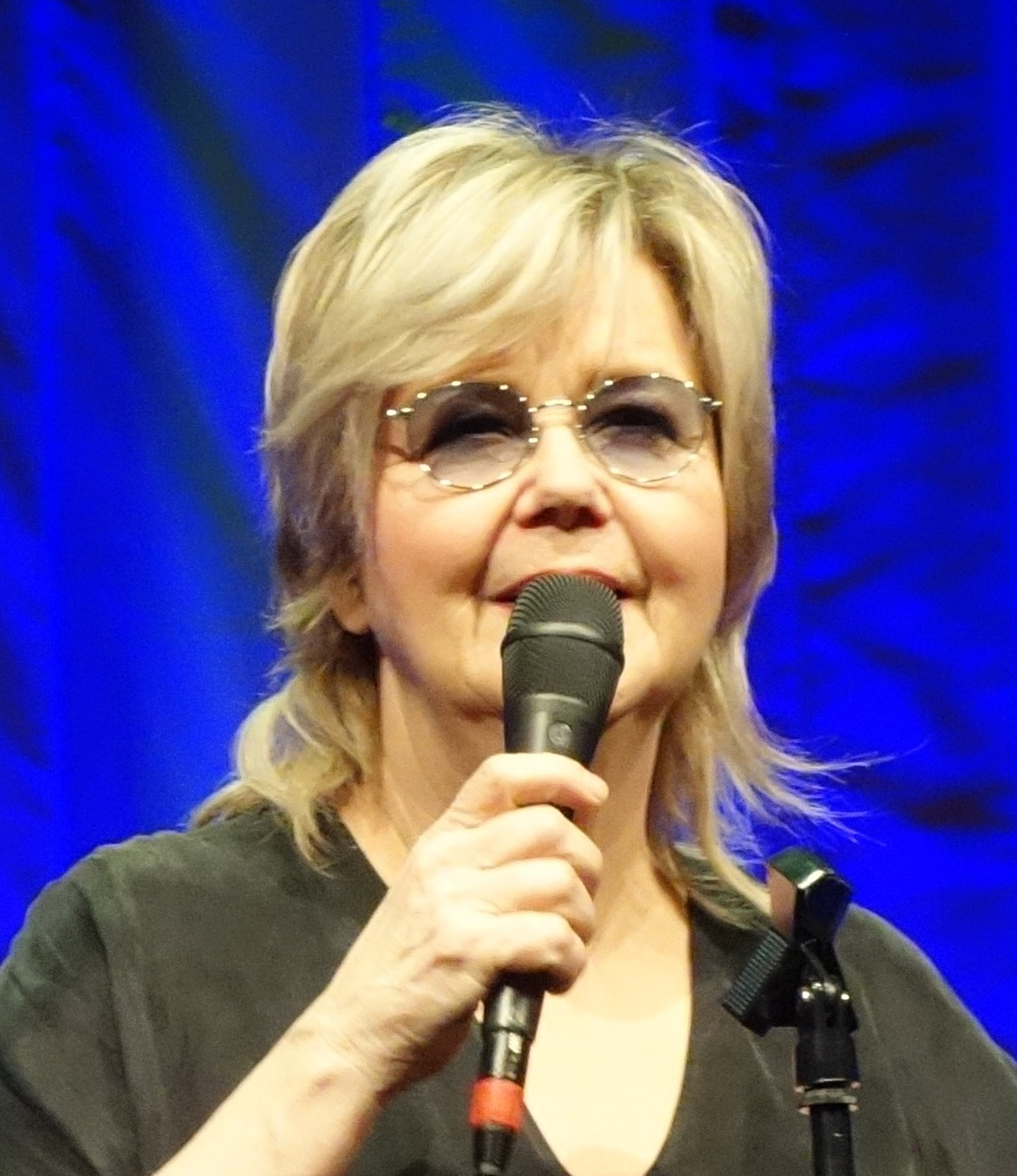
Santing (2019)